# Helen Dorn
Helen Dorn ist eine deutsche Kriminalfilmreihe des ZDF mit Anna Loos in der Rolle der Kriminalhauptkommissarin Helen Dorn, die seit 2013 produziert und ab 2014 im Rahmen der Samstagskrimis des ZDF ausgestrahlt wird.

## Handlung
Helen Dorn ist LKA-Hauptkommissarin und wird zu Kriminalfällen hinzugezogen, die von besonders großer Tragweite sind. Das Ermittlungsgebiet erstreckte sich zunächst von Düsseldorf aus über ganz Nordrhein-Westfalen. Später wechselte sie zur Landespolizei Hamburg. Sie ist sehr geradlinig in ihrer Art, die auch ihr Handeln bestimmt. Trotz ihrer inneren Zerrissenheit ist ihr der Beruf auch Berufung, bei dem sie mit großer Beharrlichkeit die Fälle löst. Zu ihrem Team gehört in den ersten vier Folgen Kriminalhauptkommissar Gregor Georgi, der sich anfangs unfreiwillig mit ihr auseinandersetzen muss, aber später mit viel Respekt und Bewunderung mit ihr zusammenarbeitet. Beide ergänzen sich, da Helen Dorn auf Intuition setzt, während Gregor Georgi stets rational zu Werke geht und ein ehrgeiziger Analytiker ist.
Dorn ermittelt meist im Alleingang, ohne sich mit jemandem abzustimmen. Zu ihrem engsten Vertrauten wird mit der Zeit der Kriminaltechniker Weyer, der als einziger zu ihr hält, als sie selbst von Polizeikollegen gejagt wird. Er folgt ihr sogar nach Hamburg, als Dorn mit der 13. Folge dorthin wechselt. Experten meinten: „Es ist offensichtlich, dass Helen Dorn nun in Hamburg ermittelt, um die Figur neu zu zeichnen. Etwas weicher zum Beispiel.“
Mit Weyer pflegt sie meist einen nüchternen, aber dennoch freundschaftlichen Umgang und lässt ihn sogar bei sich wohnen. Seine heimliche Liebe zu Rechtsmedizinerin Dr. Isabella Alighieri möchte sie unterstützen und versucht ihn immer wieder zu motivieren, endlich auf seine Angebetete einen Schritt zuzugehen. Meist traut er sich jedoch nicht. Voneinander wissen Dorn und Weyer trotz ihrer jahrelangen Bekanntschaft wenig. In der Folge Der kleine Bruder wird erstmals bekannt, dass sein Vater ein Roma ist.
Zu ihrem Vater, Richard Dorn, der selbst Kriminalhauptkommissar war, hatte sie anfangs ein angespanntes Verhältnis, was sich aber im Laufe der Filmreihe bessert. In der fünften Folge erfährt sie von ihm, dass ihre Mutter nur so früh an Krebs gestorben war, weil diese während ihrer Schwangerschaft eine Chemotherapie abgelehnt hatte, um ihr ungeborenes Kind nicht zu gefährden. Mit diesem Problem – möglicherweise nur zu leben, weil ihre Mutter sterben musste – plagt sich die Hauptkommissarin nun herum. In der zehnten Folge fällt ihr Vater nach einem Überfall ins Koma, seine Gesundheit wird aber wieder voll hergestellt und das Band zwischen Vater und Tochter wird enger. So eng, dass auch er ihr nach Hamburg folgt und das Angebot annimmt, die „Kleine Freiheit“, eine kleine Kneipe zu übernehmen.

## Episodenliste
| Nr. | Originaltitel              | Erstausstrahlung D (ZDF)    | Regie                 | Drehbuch           | Zuschauer                                 |
| --- | -------------------------- | --------------------------- | --------------------- | ------------------ | ----------------------------------------- |
| 1   | Das dritte Mädchen         | 8. März 2014                | Matti Geschonneck     | Magnus Vattrodt    | 8,01 Mio. (25,4 % MA)                     |
| 2   | Unter Kontrolle            | 24. September 2014 (ZDFneo) | Matti Geschonneck     | Magnus Vattrodt    | 5,44 Mio. (18,9 % MA) (ZDF 27. Sep. 2014) |
| 3   | Bis zum Anschlag           | 24. Jan. 2015               | Markus Imboden        | Nils-Morten Osburg | 6,43 Mio. (20,3 % MA)                     |
| 4   | Der Pakt                   | 7. Nov. 2015                | Johannes Grieser      | Leo P. Ard         | 5,65 Mio. (18,7 % MA)                     |
| 5   | Gefahr im Verzug           | 5. März 2016                | Alexander Dierbach    | Mathias Schnelting | 6,11 Mio. (18,8 % MA)                     |
| 6   | Die falsche Zeugin         | 26. Nov. 2016               | Alexander Dierbach    | Mathias Schnelting | 5,34 Mio. (17,9 % MA)                     |
| 7   | Gnadenlos                  | 28. Jan. 2017               | Alexander Dierbach    | Mathias Schnelting | 6,71 Mio. (20,6 % MA)                     |
| 8   | Verlorene Mädchen          | 8. Apr. 2017                | Alexander Dierbach    | Mathias Schnelting | 5,67 Mio. (18,4 % MA)                     |
| 9   | Schatten der Vergangenheit | 17. März 2018               | Alexander Dierbach    | Clemens Murath     | 7,38 Mio. (23,1 % MA)                     |
| 10  | Prager Botschaft           | 1. Dez. 2018                | Alexander Dierbach    | Florian Oeller     | 4,80 Mio. (16,7 % MA)                     |
| 11  | Nach dem Sturm             | 9. Feb. 2019                | Sebastian Ko          | Nicole Armbruster  | 6,17 Mio. (20,5 % MA)                     |
| 12  | Atemlos                    | 25. Jan. 2020               | Sebastian Ko          | Mathias Schnelting | 5,58 Mio. (18,2 % MA)                     |
| 13  | Kleine Freiheit            | 24. Okt. 2020               | Marcus O. Rosenmüller | Mathias Schnelting | 6,14 Mio. (19,8 % MA)                     |
| 14  | Wer Gewalt sät             | 6. März 2021                | Marcus O. Rosenmüller | Mathias Schnelting | 7,98 Mio. (23,9 % MA)                     |
| 15  | Die letzte Rettung         | 4. Sep. 2021                | Friedemann Fromm      | Mathias Schnelting | 5,24 Mio. (22,4 % MA)                     |
| 16  | Das rote Tuch              | 12. März 2022               | Friedemann Fromm      | Andy Karlström     | 6,54 Mio. (22,4 % MA)                     |
| 17  | Das Recht zu schweigen     | 11. Feb. 2023               | Friedemann Fromm      | Friedemann Fromm   | 6,63 Mio. (24,7 % MA)                     |
| 18  | Der kleine Bruder          | 21. Okt. 2023               | Friedemann Fromm      | Friedemann Fromm   | 5,08 Mio. (20,7 % MA)                     |
| 19  | Todesmut                   | 2. März 2024                | Friedemann Fromm      | Friedemann Fromm   | 5,89 Mio. (23,7 % MA)                     |
| 20  | Der deutsche Sizilianer    | 30. Nov. 2024               | Friedemann Fromm      | Friedemann Fromm   | 5,30 Mio. (22,7 % MA)                     |
| 21  | Mordsee                    | 1. Feb. 2025                | Friedemann Fromm      | Friedemann Fromm   | 6,13 Mio. (23,9 % MA)                     |
| 22  | Schwarzes Herz             | 8. März 2025                | Friedemann Fromm      | Friedemann Fromm   | 5,88 Mio. (24,3 % MA)                     |

## DVD-Veröffentlichungen
- Folge 1 erschien am 11. April 2014
- Folge 2 erschien am 24. Oktober 2014
- Folge 3 erschien am 27. Februar 2015
- Folgen 4–6 erschienen am 19. Mai 2017
- Folgen 7–8 erschienen am 30. Juni 2017
- Folgen 9–10 erschienen am 15. Februar 2019